# U-Bahnhof Rossio

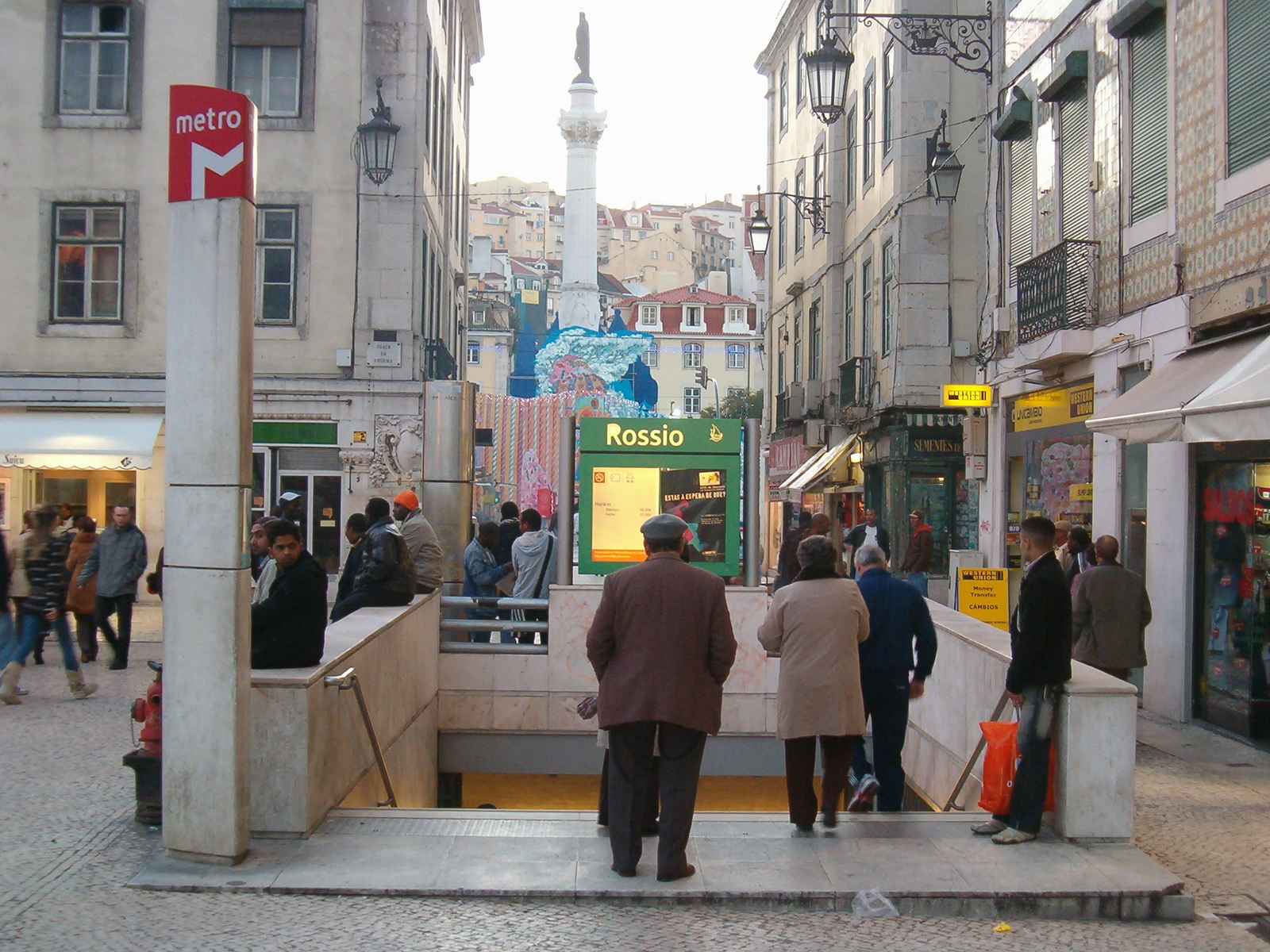
Zugang zum U-Bahnhof Rossio der Linha Verde

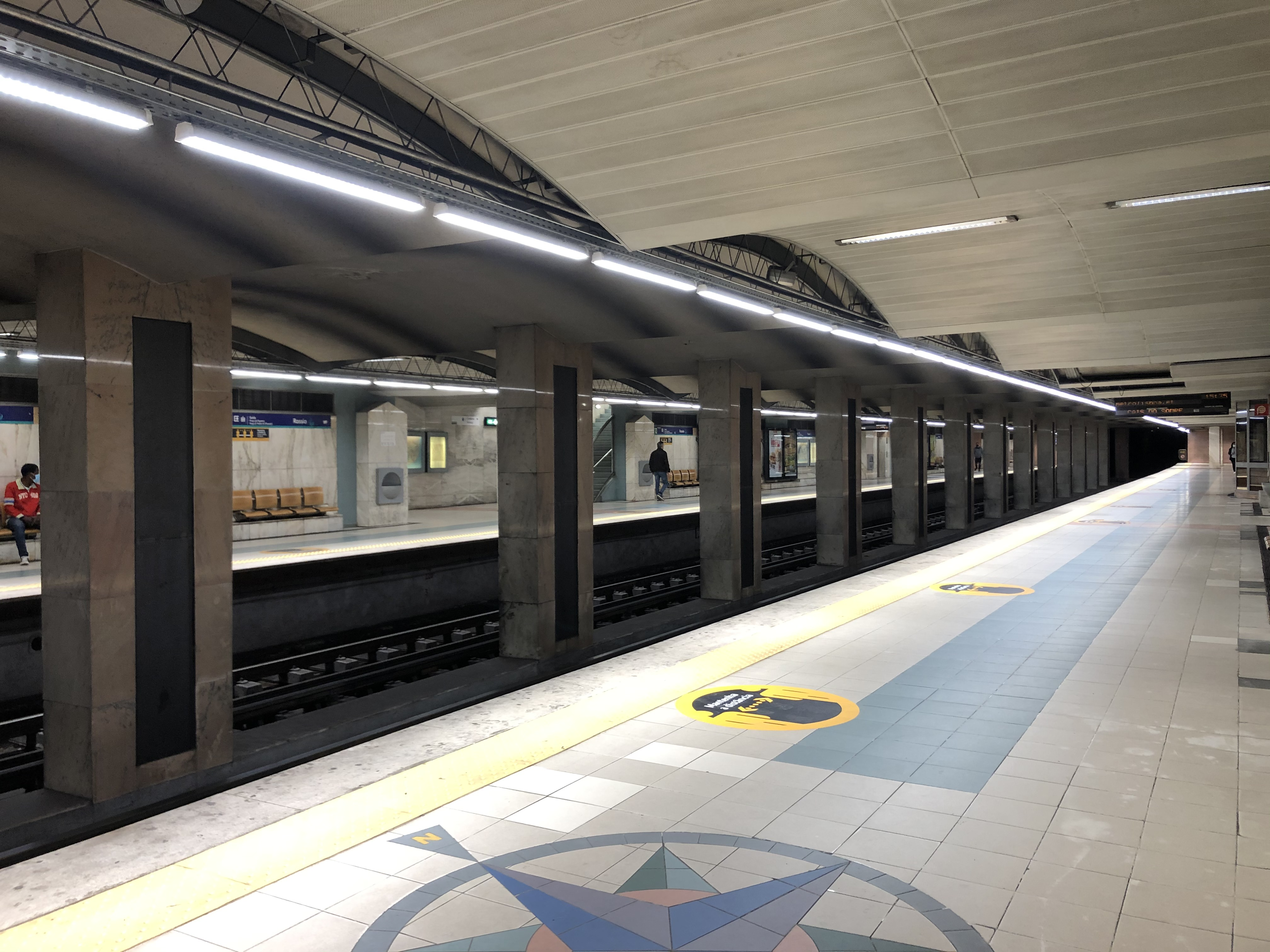
Der Bahnhof Rossio besitzt zwei Seitenbahnsteige

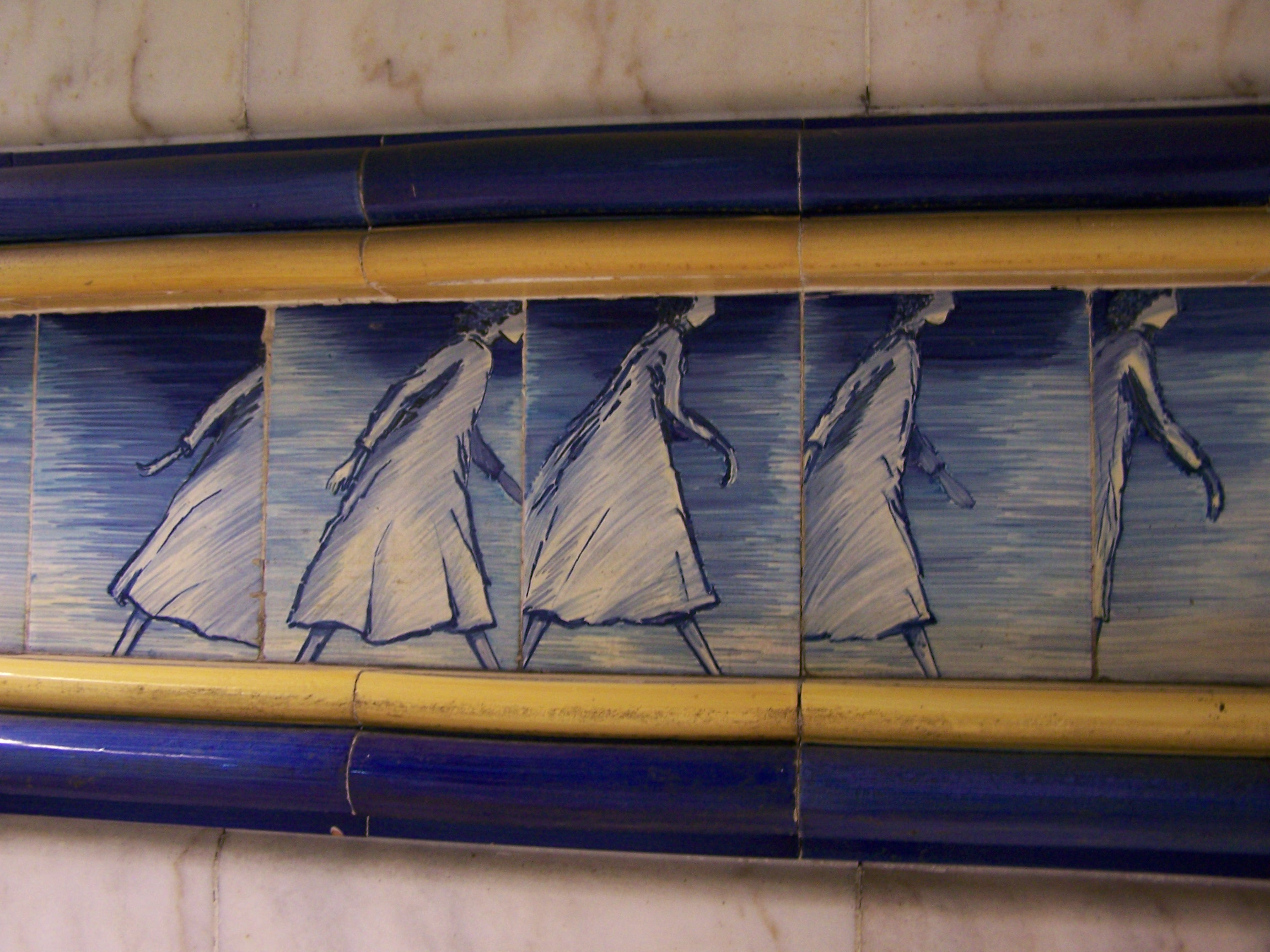
Seit 1998 ziert das Kunstwerk A mulher correnda (Die rennende Frau) von Helena Almeida den Bahnhof

Rossio ist ein U-Bahnhof der Linha Verde der Metro Lissabon, des U-Bahn-Netzes der portugiesischen Hauptstadt. Der Bahnhof befindet sich unter dem gleichnamigen Platz in der Stadtgemeinde Santa Maria Maior. Die Nachbarstationen des Bahnhofes sind Martim Moniz und Baixa-Chiado. Der Bahnhof ging am 27. Januar 1963 in Betrieb. Er stellt einen wichtigen Verkehrsknotenpunkt in der portugiesischen Hauptstadt dar; entgegen dem Namen besteht jedoch kein direkter Zugang zum Regionalbahnhof Rossio.

## Geschichte
Nachdem die Lissabonner Stadtverwaltung das Ursprungsnetz zwischen Restauradores sowie den beiden Ästen nach Entre Campos und Sete Rios 1959 eröffnet hatte, stand auch die Verlängerung weiter in die neuen Geschäftszentren in Alvalade an. Einen ersten Schritt bildete dabei die Verlängerung der Metro um eine Station in einer lang gezogenen Kurve bis zum neuen U-Bahnhof Rossio. Eröffnet wurde der Bahnhof am 27. Januar 1963, sodass alle Züge nun eine Station weiter enden konnten. Den Entwurf des Bahnhofs übernahm Joãa Falcão e Cunha, für die künstlerische Ausgestaltung war wiederum – wie auch bei den anderen Bahnhöfen – Maria Keil zuständig. Sie entschied sich bei Rossio für Azulejos in grünen und blauen Farben mit verschiedenen Rosetten-Motiven.
Während des Baus des Bahnhofes fanden auch zahlreiche archäologische Ausgrabungen statt, wobei zahlreiche für die Stadthistorie relevante Fundstücke ausgegraben werden konnten. Darunter fanden sich beispielsweise Reste des vormals dort befindlichen Hospitals de Todos-os-Santos (Allerheiligen-Hospital), das bis zum Erdbeben 1755 auf dem Gelände des heutigen Rossio stand.
Endstation blieb Rossio jedoch nicht lange, bereits 1966 beziehungsweise 1972 konnte die Betreibergesellschaft Metropolitano de Lisboa, EP ihren Betrieb bis Alvalade ausdehnen.
Da über die Jahre die Fahrgastzahlen stetig zunahmen, erwies sich das System eines großen „U“ mit zwei Ästen als ungünstig, sodass die Betreibergesellschaft gemeinsam mit der Stadtverwaltung den Plano de Expansão da Rede 1999 (Plan zur Erweiterung des Netzes bis 1999) auflegte, worin die Trennung des Netzes in drei einzelnen Linien vorgesehen war. Die beiden Linienäste in Richtung Sete Rios und Entre Campos wurden bereits 1995 gebildet, und es entstand eine gelbe Linie (Rotunda–Campo Grande) und eine blaue Linie (Pontinha–Campo Grande). Im April 1998 verlängerte nun die Metropolitano de Lisboa den Ast Campo Grande–Rossio über den neuen U-Bahnhof Baixa-Chiado zum großen Umsteigepunkt am Tejo Cais do Sodré – es entstand die grüne Linie.  Somit entstanden drei voneinander unabhängige Metrolinien (gelbe, blaue und grüne Linie). Der Linienbetrieb zwischen Restauradores und Rossio wurde in dem Zusammenhang komplett aufgegeben, eine vorhandene Gleisverbindung wird jedoch gelegentlich für Betriebsfahrten genutzt.
Im Rahmen des Umbaus der innerstädtischen Metrostationen ließ die Metropolitano de Lisboa, EP 1998 den Bahnhof sanieren und neu gestalten. Für den Umbau war der Architekt Leopoldo Rosa verantwortlich, die Künstler Artur Rosa und Helena Almeida übernahmen die künstlerische Leitung. Rosa, Maler und Bildhauer der Abstrakten Kunst, entwarf vier verschiedene große Statuen aus Stahl, die jeweils an den Treppen in der Eingangshalle stehen. Die Malerin Helena Almeida entwarf mehrere lange Frisen mit gelben und blauen Streifen, auf denen eine rennende Frau zu erkennen ist. Der Bahnhof besitzt aufgrund seiner herausragenden innerstädtischen und damit wichtigen Lage seit 1998 Aufzüge.

## Verlauf
Am U-Bahnhof bestehen Umsteigemöglichkeiten zu den Bus- und Straßenbahnlinien der Carris.
| Linie | Verlauf |
| ----- | --- |
|       | Telheiras – Campo Grande – Alvalade – Roma – Areeiro – Alameda – Arroios – Anjos – Intendente – Martim Moniz – Rossio – Baixa-Chiado – Cais do Sodré |